# Mereologia
In filosofia la mereologia (composizione del greco μέρος, méros, "parte" e -λογία, -logìa, "discorso", "studio", "teoria") è uno dei "cosiddetti" «sistemi di Leśniewski», ossia è la teoria, o scienza, delle relazioni parti-tutto; presentata da Achille Varzi come teoria «delle relazioni della parte al tutto e da parte a parte con un tutto» (o «teoria delle parti e dell'intero»), da Hilary Putnam come «"il calcolo delle parti e degli interi"» e da Claudio Calosi come la «teoria formale delle parti e delle relazioni di parte». Per Maurizio Ferraris tale relazione parte-intero può essere tra oggetti concreti, regioni spazio-temporali, processi (parti temporali), eventi e oggetti astratti.

## Storia
Lo studio delle parti affonda le sue radici nelle speculazioni filosofiche dei presocratici, per poi essere portato avanti da Platone, Aristotele e Boezio. Di grande importanza nello sviluppo della mereologia furono anche i contributi di numerosi filosofi medievali, tra i quali Tommaso d'Aquino, Pietro Abelardo ed Guglielmo di Occam. Nel periodo illuminista, anche Kant e Leibniz si interessarono a quest'ambito. Tuttavia, la diffusione della mereologia in età contemporanea si dovette a Franz Brentano e ai suoi studenti, in particolare Husserl, assieme al primo vero tentativo di avviarne un'analisi attraverso strumenti formali.
Stanisław Leśniewski creò il termine mereologia nel 1927 per denominare la teoria (che gli si presentò tramite un ragionamento di Husserl) delle relazioni tra le parti e il tutto a partire dalla differenziazione — il cui principale fine era "evitare" l'antinomia di Russell — tra interpretazione distributiva (un oggetto come elemento di una classe) e interpretazione collettiva (un oggetto come parte di un intero) dei simboli di classe. Leśniewski, parzialmente influenzato da Alfred Whitehead, elaborò poi la teoria in un sistema assiomatico deduttivo entro cui poter esprimere il calcolo proposizionale e il calcolo delle classi.

## I sistemi di Leśniewski
Anche se cronologicamente è il primo dei sistemi di Leśniewski la mereologia contiene gli altri due: 
- la prototetica (scienza delle tesi più originarie, fondamentali ..le «prototesi») che è una logica proposizionale con l'equivalenza come unico termine primitivo, la proposizione come categoria fondamentale (ammettente la quantificazione per le proposizioni e i funtori di qualunque categoria), un solo assioma, e delle regole di separazione, sostituzione, definizione, separazione dei quantificatori e di estensionalità.
- l'ontologia così denominata per la presenza del funtore indicato con ε «preso nel suo senso esistenziale» (non indica l'appartenenza insiemistica), essa è derivante dalla prototetica ed è anche denominata «calcolo dei nomi» poiché gli è aggiunta la categoria dei nomi.

Con la mereologia si presenta una differente definizione d'insieme. Esso non è definito distributivamente ma collettivamente (mereologicamente): l'insieme è una concreta totalità di elementi, un aggregato e dunque un oggetto fisico composto di parti, che è solo se, e finché, esse sono (v. dipendenza ontologica). Da ciò risultano varie differenze dalla "normale" teoria degli insiemi tra le quali che in mereologia è "insensato" ammettere l'esistenza di un insieme vuoto; indi insiemi di un solo elemento sono tale elemento e la proprietà, unico termine primitivo della mereologia, di «essere un elemento» è transitiva e antisimmetrica e riflessiva.

## Assiomi e definizioni
Il fondamento concettuale alla base della mereologia è la nozione di parte. In generale, nelle lingue naturali con «parte» si intende una porzione costitutiva di un oggetto, gruppo o situazione. Si può dire, ad esempio, che «la maniglia è parte della porta», che «il Gin è parte del Martini», che «il cucchiaio è parte dell'argenteria» o che «il calciatore è parte della squadra». Tuttavia, nell'ambito della mereologia si cerca di seguire un impianto nominalista definendo questa nozione in termini puramente logici, prendendo in esame le relazioni tra gli oggetti senza entrare nel merito di eventuali considerazioni ontologiche riguardo a questi ultimi. Di conseguenza, la relazione di parte si può applicare anche a concetti più astratti, come ad esempio nelle frasi «la razionalità è parte dell'essere umano» o «la lettera 'c' è parte della parola 'cane'».
D'altra parte, osserva Varzi, la mereologia offre interessanti interrogativi. Ad esempio: il confine tra due stati confinanti è parte degli stati? Se non lo è significa che c'è "altro" tra i due stati confinanti ma allora non sarebbero più confinanti; se lo è allora i due stati hanno qualcosa in comune e quindi ci si potrebbe chiedere a quale statuto ontologico questa parte appartenga.

### Assiomi fondamentali
La nozione mereologica di parte può essere formalizzata mediante il linguaggio della logica del primo ordine come un predicato, solitamente indicato con P. Un'espressione del tipo {\displaystyle Pxy} dunque si legge «x è parte di y». Per convenzione, questo predicato è concepito come una relazione binaria che gode di tre proprietà fondamentali: il principio della riflessività della nozione di parte (Rp), il principio dell'antisimmetria della nozione di parte (aSp) e il principio di transitività della nozione di parte (Tp).
- (Rp) ogni cosa è parte di se stessa
{\displaystyle (\forall x)(Pxx)},
- (aSp) per ogni x e y distinti, se x è parte di y, allora y non è parte di x
{\displaystyle (\forall x)(\forall y)(Pxy\land x\neq y\rightarrow \neg Pyx)},
- (Tp) per ogni x, y e z, se x è parte di y e y è parte di z, allora x è parte di z
{\displaystyle (\forall x)(\forall y)(\forall z)(Pxy\land Pyz\rightarrow Pxz)}.[9][4]

In altri termini, la relazione di parte è un ordine parziale largo. Nonostante bastino solo questi assiomi per porre le fondamenta della mereologia standard (o sistema M), si possono definire ulteriori concetti a partire dal predicato P. Di seguito sono riportati quelli più frequenti:
Uguaglianza
{\displaystyle EQxy:=Pxy\land Pyx} (x e y sono uguali se sono uno parte dell'altro),
Parte propria
{\displaystyle PPxy:=Pxy\land \neg (x=y)} (x è una parte propria di y se è parte di y ma è distinto da esso),
Sovrapposizione
{\displaystyle Oxy:=(\exists z)(Pzx\land Pzy)} (x è sovrapposto a y se c'è una parte di x che è anche parte di y),
Disgiunzione
{\displaystyle Dxy:=\neg Oxy} (x è disgiunto da y se non ha sovrapposizioni con esso).
In particolare, la nozione di parte propria descrive un ordine parziale stretto (irriflessivo, asimmetrico e transitivo) a differenza del suo corrispondente primitivo, mentre la sovrapposizione è riflessiva, simmetrica ma non necessariamente transitiva. È anche possibile ridefinire il concetto di parte in termini di parte propria: {\displaystyle Pxy:=PPxy\lor x=y}, ovvero x è parte di y quando è parte propria di y oppure quando è identico a y.

### Decomposizione e composizione
Per disporre di una teoria mereologica che sia realmente in grado di rendere conto dell'uso del termine «parte» in maniera adeguata, occorre imporre ulteriori restrizioni sull'ordine parziale P. Nello specifico, vi sono due tipologie di principi aggiuntivi: quelli di decomposizione (che ragionano dall'intero alle parti) e quelli di composizione (che ragionano dalle parti all'intero).
Tra gli assiomi di decomposizione, il principio di supplementazione debole (o WSpp) afferma che nessun intero può avere una singola parte propria. Ciò risponde all'intuizione comune secondo la quale se un intero possiede una parte propria, allora deve averne almeno anche un'altra, che costituisce il rimanente. In simboli si ha che:
(WSpp) {\displaystyle PPxy\rightarrow (\exists z)(Pzy\land \neg Ozx)}, ovvero se x è una parte propria di y, allora esiste (almeno) un z che è parte di y ma non è sovrapposto ad x.
Similmente, il principio di supplementazione forte (o SSp) prevede che un se y non è parte di x, allora y ha una parte che non è sovrapposta a x. In simboli:
(SSpp) {\displaystyle \neg Pyx\rightarrow (\exists z)(Pzy\land \neg Ozx)}.
Una conseguenza logica del principio di supplementazione forte è l'estensionalità (Exp). Questa importante proprietà afferma che due oggetti non possono essere differenti se hanno le stesse parti proprie, o, in maniera equivalente, se due oggetti hanno le stesse parti proprie, allora sono lo stesso oggetto. In simboli:
(Exp) {\displaystyle x=y\rightarrow (\forall z)(PPzx\leftrightarrow PPzy)}.
Un sistema mereologico che accetta, oltre agli assiomi fondamentali di M, anche i principi di supplementazione debole, supplementazione forte ed estensionalità è detto mereologia estensionale (o EM).
Considerazioni ulteriori, che però non fanno riferimento al significato della nozione di parte, possono includere l'idea che esista un oggetto privo di parti proprie, ovvero l'atomismo, oppure l'idea che, al contrario, ogni cosa ha parti proprie, o simili, come la proprietà della densità, che nega l'esistenza di parti proprie immediate.
Atomismo
{\displaystyle (\forall x)(\exists y)(Pyx\land \neg (\exists z)(PPzy))}
Infinitismo
{\displaystyle (\forall x)(\exists y)(PPyx)}
Densità
{\displaystyle (\forall x)(\forall y)(PPxy\rightarrow (\exists z)(PPxz\land PPzy))}
Tra gli assiomi di composizione, il principio di somma mereologica o fusione formalizza l'idea esistano degli interi composti esclusivamente ed esattamente da un certo numero di parti. Ad esempio, la Spagna e il Portogallo compongono la Penisola Iberica (o, in maniera equivalente, la Penisola Iberica è la somma mereologica di Spagna e Portogallo). Di contro, la mano destra e la mano sinistra non compongono il corpo umano, poiché quest'ultimo possiede anche altre parti (gli occhi, il naso, i piedi, ecc.). Nei casi che, come in quest'esempio, prevedono solo due parti la somma mereologica può essere definita come segue:
{\displaystyle Szxy:=Pxz\land Pyz\land (\forall w)(Pwz\rightarrow (Owx\lor Owy))} (ovvero z è la somma mereologica di x e y se x e y sono parte di z e ogni parte di z è sovrapposta a x o y)
Si tratta di un principio controverso, soprattutto se le parti che compongono la somma sono potenzialmente infinite e non soltanto due. È infatti possibile generalizzare tale definizione per indicare una somma di infinite parti:
{\displaystyle Sz\varphi x:=(\forall x)(\varphi x\rightarrow Pxz)\land (\forall w)(Pwz\rightarrow (\exists x)(\varphi x\land Owx))}, dove φ indica una generica proprietà.
Vi sono almeno tre possibili posizioni che si possono assumere nei confronti dell'esistenza somma mereologica:
Nichilismo mereologico
Non esistono somme mereologiche, e anche gli oggetti che a prima vista sembrano composti sono in realtà semplici. In altri termini, utilizzando un'immagine già evocata da Peter van Inwagen, non esiste il tavolo, ma esistono solo atomi disposti a forma di tavolo. Per un nichilista mereologico la Spagna e il Portogallo non compongono la Penisola Iberica allo stesso modo di come la mano destra e la mano sinistra non compongono il corpo umano, perché né la Penisola Iberica né il corpo umano esistono (in senso mereologico, perlomeno).
Moderatismo
Le somme mereologiche esistono soltanto in determinati casi e solo qualora vengano soddisfatte determinate circostanze. Un moderatista potrebbe ammettere che la Spagna e il Portogallo compongano la Penisola Iberica in virtù di qualche proprietà di queste parti, ma negare che la mano destra e quella sinistra compongano qualcosa.
Universalismo
Le somme mereologiche esistono in tutti i casi, anche qualora non sembri possibile a prima vista. Per un universalista qualsiasi insieme di oggetti, ancorché totalmente differenti, compone qualcosa. Non soltanto, dunque, la Spagna e il Portogallo compongono la Penisola Iberica, ma anche la mano destra e quella sinistra compongono una somma, benché non esista un termine per riferirsi ad essa.
La nozione di somma mereologica, assieme a quella di prodotto mereologico, costituisce la base della mereologia estensionale classica (o CEM).